# Margdalops
Genre
Margdalops est un genre d'insectes diptères de la famille des Anthomyzidae.

## Liste d'espèces
Selon Catalogue of Life (12 avril 2019) :
- Margdalops angustus Rohacek & Barraclough, 2003
- Margdalops bifilum Rohacek & Barraclough, 2003
- Margdalops caligatus Rohacek & Barraclough, 2003
- Margdalops microcercus Rohacek & Barraclough, 2003
- Margdalops signatus Rohacek & Barraclough, 2003
- Margdalops venustus Rohacek & Barraclough, 2003

## Étymologie
Le nom du genre Margdalops, construit à partir de « Margo » (du latin margo, marginis, « bord ») et « [Amyg]dalops », fait référence à la proximité de ce genre avec le genre Amygdalops mais qui s'en différencie notamment par la bordure brun sombre des ailes de ces espèces.

## Publication originale
- (en) Jindřich Roháček et David Andrew Barraclough, « Margdalops, a new African genus of Anthomyzidae (Diptera), comprising six new species », African Invertebrates, Pensoft Publishers (d), vol. 44, no 2,‎ décembre 2003, p. 1-35 (ISSN 1681-5556 et 2305-2562, OCLC 48877367, lire en ligne).